# HMS Duchess (H64)
La HMS Duchess (Pennant number H64), terza nave da guerra britannica a portare questo nome, è stata un cacciatorpediniere classe D della Royal Navy. Costruita nei cantieri Palmers di Jarrow, venne impostata il 20 giugno 1931, varata il 19 luglio 1932 ed entrò in servizio il 24 gennaio 1933.

## Servizio
Al momento dell'ingresso in servizio la Duchess venne trasferita nel Mediterraneo, tornando in patria nel 1934 per essere modificata nel cantiere di Chatham per il servizio in Estremo Oriente. Trasferita quindi in Cina con l'8 Flottiglia cacciatorpediniere, rimase in servizio in Asia fino allo scoppio della seconda guerra mondiale nel settembre del 1939, quando venne richiamata nel Mediterraneo, salpando da Hong Kong il 28 settembre. Giunta a Malta il 12 ottobre seguente, venne impiegata con compiti di pattuglia anticontrabbando.
In dicembre, insieme ai cacciatorpediniere Delight e Dainty, venne assegnata come scorta alla nave da battaglia Barham per il viaggio di ritorno in patria. Le navi salparono da Gibilterra il 6 dicembre, raggiungendo i Western Approaches il 12 dicembre. Durante la navigazione notturna al largo del Mull of Kintyre, forse a causa della nebbia, le rotte a zig zag della Duchess e della Barham si incrociarono, risultando in una disastrosa collisione tra le due unità. Il cacciatorpediniere venne tagliato in due dalla nave da battaglia, inabissandosi immediatamente. Degli uomini dell'equipaggio solo 23 vennero recuperati, mentre 124 marinai affondarono con la nave.